# Heliotropium balfourii
Heliotropium balfourii är en strävbladig växtart som beskrevs av Gürke. Heliotropium balfourii ingår i Heliotropsläktet som ingår i familjen strävbladiga växter. Inga underarter finns listade i Catalogue of Life.